# Rodolfo Rodríguez (actor)
Rodolfo Rodríguez Bezares (estado de Oaxaca, 25 de enero de 1953 ‑ Ciudad de México, 6 de septiembre de 1994) fue un actor mexicano, hermano del actor y conductor Mario Rodríguez Bezares.
Rodríguez perteneció al equipo de escritores y dio vida al personaje de “Calixto” en el exitoso programa de televisión "¡Cachún cachún ra ra!", serie que se transmitió por el canal 2 de Televisa, durante los años de 1981 a 1987, bajo la producción de Luis de Llano Macedo, durante la barra de comedia.
Rodríguez posteriormente se dedicó al teatro, logrando llegar a ser “Director de Escena” y a escribir 33 obras, pero falleció el 6 de septiembre de 1994 a los 41 años, oficialmente de cáncer linfático, (se rumoreaba que era portador del sida).

## Trayectoria

### Películas
- Vigilante nocturno (1993)
- Violación (1989)
- ¡¡Cachún cachún ra-ra!! (Una loca, loca, preparatoria)[4] (1984) …. Calixto
- Sexo vs. sexo (1983)
- El sexo sentido (1981) …. Pedrito
- Vivir para amar (1980) …. Bombín

### Telenovelas
- Gabriel y Gabriela (1982) …. Fermín

### Series de televisión
- ¡Anabel! (1988-1996) .... Invitado y escritor de unos capítulos
- ¡¡Cachún Cachún Ra Ra!! (1981-1987) .... Calixto (1981-1984)
- Chespirito (serie de televisión) (1980-1985) Varios Personajes
- El Chapulín Colorado (1973) Varios Personajes

### Escritor
- Papito querido (1991)
- Ambiciones que matan (1991)
- Un macho en la tortería (1989)
- ¡¡Cachún cachún ra-ra!! (Una loca, loca, preparatoria) (1984)

### Teatro
- Los chicos de la banda (1982) Teatro de la Ciudadela
- Títere (1984-1985) -Pinocho Televiteatros
- ¡¡Cachún cachún ra ra!! (1983) -Calixto Teatro San Rafael y los Televiteatros (hoy Centro Cultural Telmex)
- Vacachunes (1985) -Calixto Teatro de los Insurgentes